# 应城市

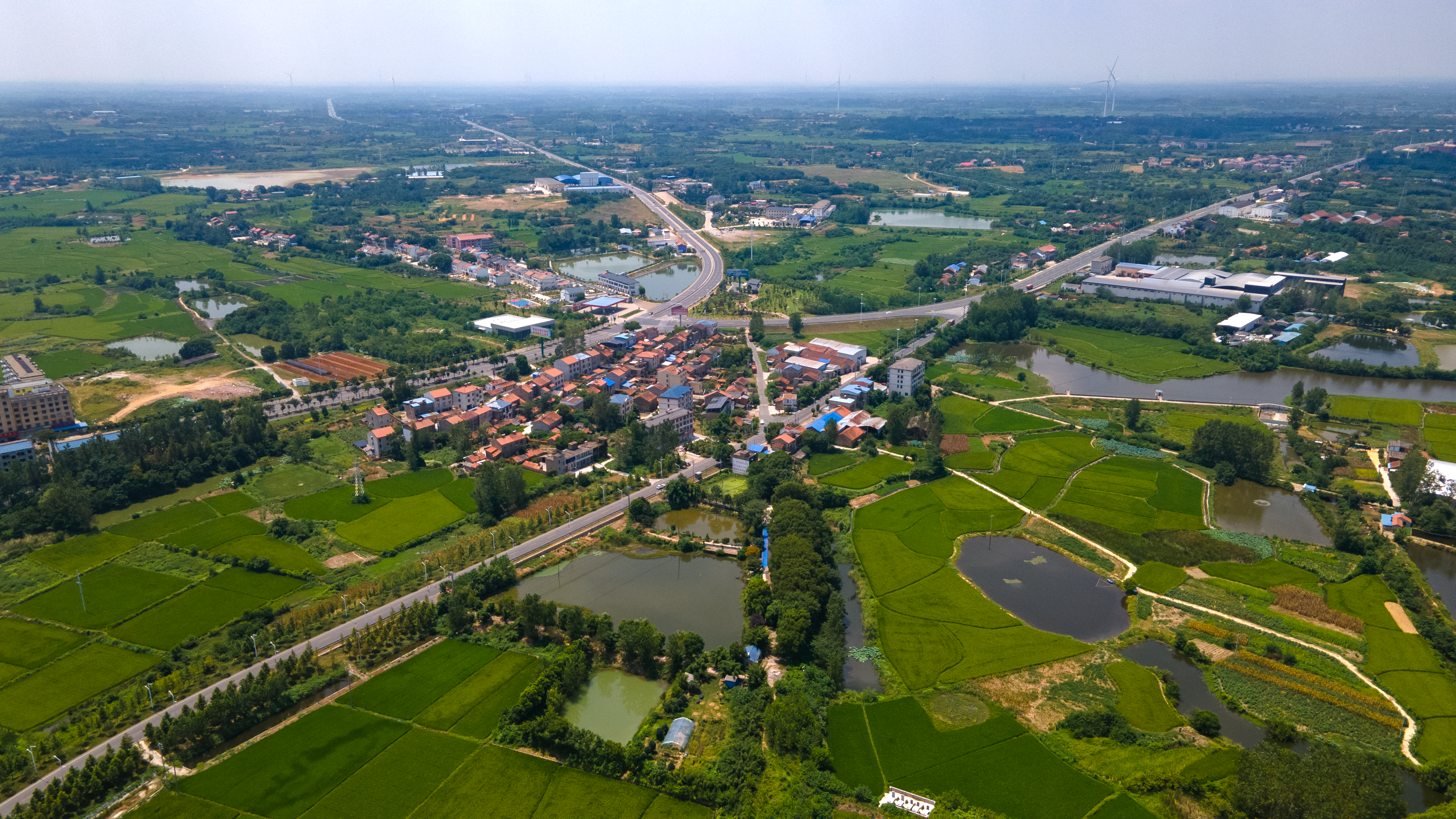

应城市是中华人民共和国湖北省的一个县级市，由地级孝感市代管。应城市位于湖北省东方，孝感市西南方向，市人民政府驻城中街道。
应城市为古蒲骚之地。是南朝宋孝武帝孝建元年（454年）析安陆县南境置应城县，北朝西魏大统十六年（550年）以应城为城阳郡治，在隋时曾改应城为应阳，在唐武德四年（621年）复应阳为应城。在1944年8月，应城县还只分为应城、应西两县，但在第二年年3月，应城、应西两县复合并为应城县。1986年5月，经国务院批准，应城撤县设市。
应城市境内有大量的石膏矿、盐矿，有『膏都盐海』之称。

## 交通
- 347国道、 沪蓉高速、 孝洪高速过境。

## 行政区划
应城市下辖5个街道办事处、10个镇：
城中街道、城北街道、四里棚街道、东马坊街道、长江埠街道、田店镇、杨河镇、三合镇、郎君镇、黄滩镇、天鹅镇、义和镇、陈河镇、杨岭镇、汤池镇、应城经济开发区和南垸良种场。

## 人口及民族
据第七次人口普查，截至2020年11月1日零时，应城市常住人口476596人。
2016年末，户籍总人口66.59万人，当年出生人口6620人，死亡人口4001人，人口自然增长率3.96‰。出生人口性别比为100:111.57。

### 民族
截至2011年末，应城市境内主体民族为汉族，另有土家族、回族、苗族、侗族、壮族、维吾尔族、满族、蒙古族、土族、朝鲜族、藏族、纳西族、瑶族、达斡尔族、水族、锡伯族、仡佬族等17个少数民族。

## 著名人物

### 政治军事人物
刘仁静 杨德清 喻林祥 蒋作宾 张孝忠 程明群 汪德源 陈进平 杨业功

### 体育人物
彭丽萍 李青